# Андроново (Калузька область)
Андроново (рос. Андроново) — село в Ферзиковському районі Калузької області Російської Федерації.
Населення становить 38 осіб. Входить до складу муніципального утворення Присілок Аристово.

## Історія
Від 2004 року входить до складу муніципального утворення Присілок Аристово

## Населення
| 2002 | 2010 | 2011 |
| ---- | ---- | ---- |
| 31   | ↗34  | ↗38  |